# Pedro Ascoy
Pedro Luis Ascoy Cortez (Guadalupe, 10 agosto 1980) è un ex calciatore peruviano, di ruolo attaccante.

## Palmarès

### Club

#### Competizioni nazionali
- Campionato peruviano: 1

Alianza Lima: 2001